# 국민투표
국민투표제(國民投票制) 또는 국민표결제(國民票決制)는 선거 이외의 국정상 중요한 사항에 관하여 국민이 행하는 투표이다. 소환투표제 · 발안제(국민발안제)와 함께 직접민주제의 3대 요소라 일컬어진다.
국가의 특별한 안전에 대하여 국민이 직접투표에 참여함으로써 국민의 의사를 묻고 결정하는 직접민주제의 한 형식으로 이 국민투표에는 세 가지 유형이 있는데 국민거부·국민표결·국민발안 등이 그것이다. 한국의 경우에는 헌법 개정안에 대해서 국민투표로써 확정하도록 규정하고 있다. 또 중요한 국가 정책에 관하여 대통령이 필요하다고 인정할 때에는 국민투표에 붙일 수 있도록 하였다. 그 외에 지방자치법 등에서 규정하고 있는 주민투표도 일종의 국민투표의 범주에 포함시킬 수 있다.
국민투표제는 크게 레퍼렌덤(referendum)과 플레비사이트(plebiscite)의 두 가지로 나눌 수 있다. 레퍼렌덤은 소위 '협의의 국민표결'이라 하며, 플레비사이트는 '국민결정'이라 일컫는다. 양자는 모두 국민표결 내지 국민투표에 의하여 이루어진다는 점에서는 같지만, 내용면에서는 헌법규범적 부분인가 또는 헌법현실적 부분인가에 따라 그 성격을 달리한다. 따라서 레퍼랜덤은 헌법 등에 명기된 합법적 · 영구적인 제도인 데 반해, 플레비사이트는 국가제도적 성격은 갖지 않는 일시적인 것이라 할 수 있다.
한편, 지방자치단체에서 주민들이 자기 지역의 중요한 사안을 투표로써 결정하는 제도를 주민투표제라고 부르기도 한다.

## 국민 투표제의 간략한 역사
고대 그리스나 고대 로마의 원로원, 나폴레옹 시대의 프랑스에서도 국민투표가 있었으나,  오늘날에는 대의제 민주주의의 장애를 없애는 데 사용된다. 이런 의미에서 1874년 스위스에서 헌법을 개정하여 국민투표에 부친 것이 그 기원이 된다. 미국에서는 19세기 말부터 이 제도가 발달하였으며, 특히 오리건주 헌법은 그 모델이 되고 있다. 독일에서도 바이마르 헌법에서 이 제도를 인정하였고, 제1차 세계대전 후로 북유럽 여러 나라에서 이를 규정하였으며, 제2차 세계대전 후 프랑스 · 이탈리아 · 일본에서도 선포되었다.

## 레퍼렌덤
레퍼렌덤이란 대체로 헌법상 제도화되어 있는 헌법규범적인 것으로, 국민의 투표로써 일정한 사항을 최종적으로 확정하는 국민표결제, 즉 헌법에서 국민투표의 방법으로 표결될 것을 정하고 있는 사항을 국민투표로서 확정하는 것을 의미한다. 대개 헌법개정안이나 국가의 중요한 일 등을 국민의 표결에 붙여 최종적으로 결정하는 데 사용된다.
이를 보는 기준은 다시 두 가지로 나뉜다. 우선, 대상 법률을 기준으로 '헌법안에 대한 레퍼렌덤'과 '법률안에 대한 레퍼렌덤'으로 나눌 수 있다. 다른 한 편으로는 강제성의 유무를 기준으로 나누기도 하는데 반드시 국민표결에 붙여야 하는 '필수적 레퍼렌덤'과 국민투표에 붙이는 것이 강제되지 않는 '임의적 레퍼렌덤'으로 나누는 것이 그것이다.
대한민국의 헌법은 국민투표에 관해 제72조와 제130조에서 규정하고 있으며, 헌법학자들은 이 둘 모두 레퍼렌덤에 해당한다고 보고 있다.

## 플레비사이트
플레비시트는 헌법상 제도화되어 있지 아니한 헌법현실적인 것으로 통치권의 정당성 또는 계속집권 여부나 일정한 정책에 대한 임의적, 헌법현실적, 신임투표적 국민결정이라 할 수 있다. 그러나 레퍼렌덤과 마찬가지로 국민투표라는 형식을 띠면서도 실질적으로 전제적 지배를 정당화하는 수단으로 악용되는 경우가 없지 않다. 예컨대 국민투표로써 영토의 귀속이나 집권자에 대한 신임을 확인하는 경우 등을 들 수 있다.
프랑스에서는 나폴레옹 및 나폴레옹 3세가 정권을 잡기 위하여 몇 차례 시행하였으며 샤를 드 골 대통령은 1969년에 지방제도와 상원제도의 개혁과 자신의 재신임을 연계하여 플레비시트에 붙였다가 부결되어 하야한 바 있다. 1933년 독일의 국제연맹 탈퇴, 1934년 히틀러의 총통 취임, 1955년 자르(Saar) 문제도 플레비시트에 의해 결정되었다.
대한민국에서는 박정희 전 대통령이 헌법 개정과 자신의 재신임을 연계하여 국민에게 물은 사례가 있으며, 2003년 10월 10일에는 노무현 전 대통령이 자신의 재신임을 국민투표로 묻겠다고 하여, 국민투표를 명기한 조문 중 하나인 대한민국 헌법 제72조를 플레비시트로 확대시켜 볼 수 있냐 없냐를 두고 헌법학자들 사이에 논란이 있었다. 이에 대하여 헌법재판소는 노무현 대통령 탄핵 소추 결정문에서 "재신임을 위한 국민투표는 현행헌법에 이를 허용하는 규정이 없는 이상 정책과 연계되었는지 불문하고 그 제안행위만으로 현행헌법의 대의제 민주주의 원리 및 헌법 제 72조에 위반되는 행위이다"라는 요지로 결정하였다.
이런 방식의 재신임 국민투표는 “독재권력의 정당화에 이용된다.”는 비판 때문에 세계적으로 없어지는 추세다.

## 같이 보기
- 대한민국의 국민투표
- 직접민주주의
- 소환투표제
- 발안제(국민발안제 또는 주민발안제)